# I'm a Mess
"I'm a Mess" är en låt av den finländska rockgruppen The Rasmus, utgiven som den första singeln från deras åttonde album The Rasmus den 5 mars 2012. Den debuterade live som öppningslåt för finalen av Tävlingen för ny musik den 25 februari 2012 vid Helsingfors ishall. Det har även bekräftats att "I'm a Mess" kommer att bli den officiella låten för Europamästerskapen i friidrott 2012.
Singeln har trots det misslyckats att uppnå några anmärkningsvärda listframgångar och är tillsammans med "Justify" gruppens enda singel som inte lyckats lämna avtryck på den finländska singellistan.

## Bakgrund och inspelning
Inspelningen av "I'm a Mess" blev ett återseende med gruppens tidigare producent Martin Hansen, som tillsammans spelade in det åttonde, självbetitlade albumet The Rasmus vid NordHansen Studio i Stockholm 2011. "I'm a Mess" var den sista låten som skrevs inför albumet och inspelningsprocessen beskrevs av sångaren Lauri Ylönen som snabb och spontan. Den enda mer delaktiga i produktionen var teknikern Svante Forsbäck, som hade ansvarat för mastering av Ylönens soloalbum New World. Detta blev en kontrast gentemot The Rasmus senaste album, Black Roses, från 2008 som hade varit deras dåvarande skivbolag Playground Musics dyraste produktion någonsin.
Efter 10 år hos Playground Music blev "I'm a Mess" bandets första singel på Universal Music. Singeln släpptes som digital nedladdning den 5 mars 2012.

## Låtskrivandet
Enligt Ylönen är låtens budskap att ingen är perfekt. Musikaliskt sett präglas låten av en poprockfylld stil som drar likheter med albumet Into från 2001. Produktionsmässigt kan man i bakgrunden av låten även höra inslag av samma ljudeffekter som i låten "Someone Else" från Into. Dock är gitarrerna i "I'm a Mess" betydligt mer dämpade och delvis insvepta i synthlager av samma karaktär som på Ylönens soloalbum New World.

## Musikvideo
Videon till låten spelades in i Tokyo, Japan den 15 och 16 februari 2012 i regi av Jopsu Ramu och Timo Ramu från designstudion Musuta Ltd. Den hade premiärvisning online på Iltalehtis webbplats den 5 mars.

## Låtlista
- Digital nedladdning

1. "I'm a Mess" – 4:12

## Medverkande
The Rasmus
- Lauri Ylönen – sång
- Eero Heinonen – bas
- Pauli Rantasalmi – gitarr
- Aki Hakala – trummor

Produktion
- Martin Hansen – producent, inspelning, mixning
- Svante Forsbäck – mastering

Information från Discogs